# Chenereilles (Loire)
Chenereilles ist eine französische Gemeinde mit 536 Einwohnern (Stand: 1. Januar 2022) im Département Loire in der Region Auvergne-Rhône-Alpes. Sie gehört zum Arrondissement Montbrison und zum Gemeindeverband Loire Forez Agglomération. Die Bewohner werden Chenereilles genannt.

## Geografie
Chenereilles liegt etwa 28 Kilometer westnordwestlich von Saint-Étienne im Forez. Umgeben wird Chenereilles von den Nachbargemeinden Soleymieux im Norden, Boisset-Saint-Priest im Osten und Nordosten, Saint-Marcellin-en-Forez im Südosten, Périgneux im Süden und Südosten, Luriecq im Süden, Marols im Westen sowie Saint-Jean-Soleymieux im Nordwesten.

## Bevölkerungsentwicklung
| Jahr                       | 1962 | 1968 | 1975 | 1982 | 1990 | 1999 | 2006 | 2017 |
| -------------------------- | ---- | ---- | ---- | ---- | ---- | ---- | ---- | ---- |
| Einwohner                  | 285  | 260  | 209  | 247  | 264  | 312  | 427  | 523  |
| Quellen: Cassini und INSEE |      |      |      |      |      |      |      |      |

## Sehenswürdigkeiten
- Burg Chenereilles aus dem 13. Jahrhundert, Donjon ist seit 1983 als Monument historique klassifiziert, restliche Burg seit 1983 eingeschrieben
- Kirche Saint-Symphorien